# Jordan Thompson
 Jordan Thompson  (Sídney; 20 de abril de 1994) es un tenista profesional australiano.

## Carrera
Su mejor ranking individual es el N.º 28 alcanzado el 30 de septiembre de 2024, mientras que en dobles logró la posición 5 el 14 de octubre de 2024.
Hasta el momento, ha obtenido 1 título de categoría ATP, en Los Cabos (2024). Además, ha obtenido varios títulos Futures tanto en individuales como en dobles.
En el torneo de Queen's Club de 2017 sorprendió al derrotar en primera ronda al número 1 del ranking mundial y defensor del título, Andy Murray.

## Torneos de Grand Slam

### Dobles

#### Títulos (1)
| Año  | Campeonato         | Pareja      | Oponentes en la final    | Resultado en final |
| 2024 | Abierto de EE. UU. | Max Purcell | Kevin Krawietz Tim Puetz | 6-4, 7-6(4)        |

#### Finalista (1)
| Año  | Torneo    | Pareja      | Oponentes en la final         | Resultado              |
| 2024 | Wimbledon | Max Purcell | Harri Heliövaara Henry Patten | 7-6(7), 6-7(8), 6-7(9) |

## Títulos ATP (9; 1+8)

### Individual (1)
| Leyenda                   |
| Grand Slam (0)            |
| ATP World Tour Finals (0) |
| ATP Masters 1000 (0)      |
| ATP World Tour 500 (0)    |
| ATP World Tour 250 (1)    |

| N.º | Fecha                 | Torneo    | Superficie | Oponente en la final | Resultado   |
| --- | --------------------- | --------- | ---------- | -------------------- | ----------- |
| 1.  | 24 de febrero de 2024 | Los Cabos | Dura       | Casper Ruud          | 6-3, 7-6(4) |

#### Finalista (3)
| N.º | Fecha               | Torneo           | Superficie | Oponente en la final | Resultado           |
| --- | ------------------- | ---------------- | ---------- | -------------------- | ------------------- |
| 1.  | 16 de junio de 2019 | 's-Hertogenbosch | Hierba     | Adrian Mannarino     | 6-7(7), 3-6         |
| 2.  | 18 de junio de 2023 | 's-Hertogenbosch | Hierba     | Tallon Griekspoor    | 7-6(4), 6-7(3), 3-6 |
| 3.  | 28 de julio de 2024 | Atlanta          | Dura       | Yoshihito Nishioka   | 6-4, 6-7(2), 2-6    |

### Dobles (8)
| Leyenda                         |
| Grand Slam (1)                  |
| ATP World Tour Finals (0)       |
| Juegos Olímpicos (0)            |
| ATP World Tour Masters 1000 (1) |
| ATP World Tour 500 Series (0)   |
| ATP World Tour 250 Series (6)   |

| N.º | Fecha                   | Torneo            | Superficie    | Pareja             | Oponentes en la final                | Resultado        |
| --- | ----------------------- | ----------------- | ------------- | ------------------ | ------------------------------------ | ---------------- |
| 1.  | 7 de enero de 2017      | Brisbane          | Dura          | Thanasi Kokkinakis | Gilles Müller Sam Querrey            | 7-6(7), 6-4      |
| 2.  | 9 de abril de 2023      | Houston           | Tierra batida | Max Purcell        | Julian Cash Henry Patten             | 4-6, 6-4, [10-5] |
| 3.  | 11 de febrero de 2024   | Dallas            | Dura (i)      | Max Purcell        | William Blumberg Rinky Hijikata      | 6-4, 2-6, [10-8] |
| 4.  | 25 de febrero de 2024   | Los Cabos         | Dura          | Max Purcell        | Gonzalo Escobar Aleksandr Nedovyesov | 7-5, 7-6(2)      |
| 5.  | 6 de abril de 2024      | Houston           | Tierra batida | Max Purcell        | William Blumberg John Peers          | 7-5, 6-1         |
| 6.  | 4 de mayo de 2024       | Madrid            | Tierra batida | Sebastian Korda    | Ariel Behar Adam Pavlásek            | 6-3, 7-6(7)      |
| 7.  | 7 de septiembre de 2024 | Abierto de EE.UU. | Dura          | Max Purcell        | Kevin Krawietz Tim Puetz             | 6-4, 7-6(4)      |
| 8.  | 14 de junio de 2025     | 's-Hertogenbosch  | Hierba        | Matthew Ebden      | Julian Cash Lloyd Glasspool          | 6-4, 3-6, [10-7] |

#### Finalista (4)
| N.º | Fecha               | Torneo       | Superficie | Pareja          | Oponentes en la final             | Resultado              |
| --- | ------------------- | ------------ | ---------- | --------------- | --------------------------------- | ---------------------- |
| 1.  | 1 de agosto de 2021 | Atlanta      | Dura       | Steve Johnson   | Reilly Opelka Jannik Sinner       | 4-6, 7-6(6), [3-10]    |
| 2.  | 30 de julio de 2023 | Atlanta      | Dura       | Max Purcell     | Nathaniel Lammons Jackson Withrow | 6-7(3), 6-7(4)         |
| 3.  | 13 de julio de 2024 | Wimbledon    | Hierba     | Max Purcell     | Harri Heliövaara Henry Patten     | 7-6(7), 6-7(8), 6-7(9) |
| 4.  | 15 de marzo de 2025 | Indian Wells | Dura       | Sebastian Korda | Marcelo Arévalo Mate Pavić        | 3-6, 4-6               |

## Títulos Challenger
| Leyenda               | Individuales | Dobles |
| --------------------- | ------------ | ------ |
| ATP Challenger Series | 10           | 5      |

### Individual (10)
| N.º | Fecha                    | Torneo                            | Superficie    | Oponentes          | Resultado     |
| --- | ------------------------ | --------------------------------- | ------------- | ------------------ | ------------- |
| 1.  | 28 de febrero de 2016    | Challenger de Cherburgo-Octeville | Dura          | Adam Pavlásek      | 4-6, 6-4, 6-1 |
| 2.  | 1 de mayo de 2016        | Challenger de Anning              | Tierra batida | Mathias Bourgue    | 6-3, 6-2      |
| 3.  | 16 de octubre de 2016    | Challenger de Vietnam             | Dura          | Go Soeda           | 5–7, 7–5, 6–1 |
| 4.  | 30 de octubre de 2016    | Challenger de Traralgon           | Dura          | Grega Žemlja       | 6-1, 6-2      |
| 5.  | 17 de febrero de 2018    | Challenger de Chennai             | Dura          | Yuki Bhambri       | 7-5, 3-6, 7-5 |
| 6.  | 27 de octubre de 2018    | Challenger de Traralgon (2)       | Dura          | Yoshihito Nishioka | 6-3, 6-4      |
| 7.  | 3 de noviembre de 2018   | Challenger de Canberra 2          | Dura          | Nicola Kuhn        | 6-1, 5-7, 6-4 |
| 8.  | 4 de junio de 2022       | Challenger de Surbiton            | Hierba        | Denis Kudla        | 7-5, 6-3      |
| 9.  | 25 de septiembre de 2022 | Challenger de Columbus 2          | Dura (i)      | Emilio Gómez       | 7-6, 6-2      |
| 10. | 26 de febrero de 2023    | Challenger de Rome                | Dura (i)      | Alex Michelsen     | 6-4, 6-2      |